# Frederica Piedade
Frederica Piedade (Faro, 5 de junho de 1982) é uma jogadora de ténis portuguesa profissional. Em meados de Julho de 2008, a jogadora é a 282ª WTA em singulares e a 183ª WTA em pares. O seu ranking mais elevado de singulares foi o lugar 142 e de pares foi o lugar 158. Em singulares ela já venceu um torneio no México, em San Luis Potosi. A nível de pares, já venceu três torneios, um no Luxemburgo, um na Alemanha e um em França. Participou regularmente nos jogos de Portugal na Fed Cup.